# Gonzalo Maulella
Gonzalo Matías Maulella Rodríguez (Paysandú, Departamento de Paysandú, Uruguay, 6 de julio de 1984) es un futbolista uruguayo. Juega como defensa central.

## Trayectoria
Maulella apareció en Defensor Sporting junto a otros jóvenes valores del fútbol uruguayo como lo eran en aquel entonces Maximiliano Pereira, Álvaro González, Miguel Amado y Andrés Lamas. Jugó la Copa Libertadores 2007 llegando hasta cuartos de final. Además es campeón uruguayo en la temporada 2007/08, con poca participación pero integrando el plantel principal.
La temporada siguiente va a préstamo a Central Español, siendo titular y cumpliendo una buena participación.
En 2009 emigra al fútbol europeo para jugar en Brindisi Calcio, de la tercera división italiana. En esa temporada marca un gol, el equipo llega a play-off pero no logra el objetivo del ascenso.
En 2010 ficha por Santa Comba F.C de la tercera división española, siendo un habitual titular durante la temporada
En la temporada 2011-2012 vuelve a Uruguay para jugar en club Rentistas. Compartiendo vestuario con jugadores como Guillermo Reyes o Alejandro Hohberg
A mediados del 2012 llega al Sportivo Luqueño  del fútbol paraguayo. Llega al club cuando este estaba complicado con la tabla de descenso, y cumple un papel importante en la buena campaña que hace el club para lograr la permanencia. En su segundo año en el equipo, se convierte en el capitán.
En el 2014 firma por el equipo peruano Real Garcilaso, jugando así la Copa Libertadores 2014, compartiendo grupo con Cruzeiro, Defensor Sporting y Universidad de Chile, quedando eliminados en fase de grupos. En el club peruano Maulella logra su mejor temporada goleadora, anotando un total de 4 goles a lo largo de la temporada. 
En el 2015 a mediados de enero firma por Ayacucho FC , estaba haciendo una buena temporada, habiendo marcado un gol, pero a fines de mayo rescinde contrato debido a una rotura de ligamentos cruzados, viaja a Uruguay para realizar la recuperación.
En el 2016 firma por Defensor La Bocana, club recién ascendido. Ese mismo año desciende de categoría, por sueldos adeudados y quita de puntos, sin embargo, Maulella fue uno de los mejores jugadores del equipo junto a Enzo Borges y Wilmer Aguirre.
En el 2017 se da su regreso a Defensor Sporting, siendo habitual titular de su club formativo. Logra el título del Torneo Apertura 2017, disputando las finales del torneo contra C.A Peñarol. En su segunda temporada en Defensor Sporting, disputa la copa LIbertadores, compartiendo grupo con Cerro Porteño, Monagas de Venezuela y el vigente campeón Gremio, al cual le marca un gol agónico a los 87 minutos en el empate 1-1 por la primera fecha. Ese año quedan terceros de grupo, obteniendo el pase directo a la copa sudamericana de ese año, donde Defensor quedaría eliminado frente a Fluminense.
En la temporada 2019 llega a Liverpool F.C, logra marcar en su debut contra Plaza Colonia. Ese año disputa la copa sudamericana. Logra salir campeón del Torneo Intermedio en una épica final ante River Plate, que se decidiría por penales.
En 2020 llega al Club Atenas de San Carlos, de la segunda división uruguaya, donde disputa todos los partidos del campeonato, siendo un jugador importante junto a Esteban Conde y Roberto Brum.
En 2021 ficha por Uruguay Montevideo, club recién ascendido a la segunda división. Es habitual titular durante la temporada, y el club cumple un gran papel de la mano del técnico Nicolas Vigneri, llegando a luchar por entrar a los play-off de ascenso, siendo que el objetivo principal del club era mantener la categoría.
Durante toda su carrera, Gonzalo Maulella acumula 9 goles y tan solo 5 tarjetas rojas.

## Clubes
| Club               | País     | Año         | PJ | Goles |
| ------------------ | -------- | ----------- | -- | ----- |
| Defensor Sporting  | Uruguay  | 2003 - 2008 | 45 | 0     |
| Central Español    | Uruguay  | 2008 - 2009 | 25 | 0     |
| Brindisi           | Italia   | 2009 - 2010 | 29 | 1     |
| Rentistas          | Uruguay  | 2011 - 2012 | 27 | 0     |
| Sportivo Luqueño   | Paraguay | 2012 - 2013 | 40 | 0     |
| Real Garcilaso     | Perú     | 2014        | 38 | 4     |
| Ayacucho FC        | Perú     | 2015        | 13 | 1     |
| Defensor La Bocana | Perú     | 2016        | 33 | 1     |
| Defensor Sporting  | Uruguay  | 2017 - 2018 | 63 | 4     |
| Liverpool          | Uruguay  | 2019        | 10 | 1     |
| Atenas             | Uruguay  | 2020        | 22 | 0     |
| Uruguay Montevideo | Uruguay  | 2021 - 2023 | 45 | 1     |